# Thoisy-le-Désert
Thoisy-le-Désert település Franciaországban, Côte-d’Or megyében. Lakosainak száma 215 fő (2022. január 1.). Thoisy-le-Désert Bellenot-sous-Pouilly, Meilly-sur-Rouvres, Essey, Chailly-sur-Armançon, Châtellenot és Pouilly-en-Auxois községekkel határos.

## Népesség
A település népessége az elmúlt években az alábbi módon változott:
| Lakosok száma | 193  | 149  | 147  | 186  | 209  | 211  | 207  | 213  | 216  | 215  |
|               | 1968 | 1982 | 1990 | 2006 | 2012 | 2015 | 2017 | 2019 | 2020 | 2022 |